# Filosofia da Lógica
Filosofia da lógica é a área da filosofia que estuda o alcance e a natureza da lógica. Investiga os problemas filosóficos levantados pela lógica, como os pressupostos muitas vezes implicitamente agindo nas teorias da lógica e em sua aplicação. Isto envolve questões sobre como a lógica deve ser definida e como diferentes sistemas lógicos se relacionam entre si. Inclui o estudo da natureza dos conceitos fundamentais usados pela lógica e a relação da lógica com outras disciplinas. De acordo com uma caracterização comum, a lógica filosófica é a parte da filosofia da lógica que estuda a aplicação de métodos lógicos a problemas filosóficos, muitas vezes na forma de sistemas lógicos estendidos como a lógica modal. Mas outros teóricos estabelecem a distinção entre a filosofia da lógica e a lógica filosófica de forma diferente ou não a estabelecem de forma alguma. A metalógica está intimamente relacionada à filosofia da lógica como a disciplina que investiga as propriedades dos sistemas lógicos formais, como a consistência e a completude.
Várias caracterizações da natureza da lógica são encontradas na literatura acadêmica. A lógica é muitas vezes vista como o estudo das leis do pensamento, raciocínio correto, inferência válida ou verdade lógica. É uma ciência formal que investiga como as conclusões decorrem das premissas de uma forma neutra ao tema, ou seja, independente do assunto específico discutido. Uma forma de investigar a natureza da lógica concentra-se nas semelhanças entre vários sistemas formais lógicos e em como eles diferem dos sistemas formais não lógicos. Considerações importantes a este respeito são se o sistema formal em questão é compatível com as intuições lógicas fundamentais e se é completo. Diferentes concepções da lógica podem ser distinguidas de acordo com se definem a lógica como o estudo da inferência válida ou da verdade lógica. Outra distinção entre as concepções da lógica é baseada em se os critérios de inferência válida e verdade lógica são especificados em termos de sintaxe ou semântica.
Diferentes tipos de lógica são frequentemente distinguidos. A lógica é geralmente entendida como lógica formal e é tratada como tal na maior parte deste artigo. A lógica formal está interessada apenas na forma dos argumentos, expressos em uma linguagem formal, e se concentra em inferências dedutivas. A lógica informal, por outro lado, aborda uma gama muito mais ampla de argumentos encontrados também em linguagem natural, que incluem argumentos não dedutivos. A correção dos argumentos pode depender de outros fatores além de sua forma, como seu conteúdo ou seu contexto. Vários sistemas formais lógicos, ou lógicas, foram desenvolvidos no século XX e a tarefa da filosofia da lógica é classificá-los, mostrar como se relacionam entre si e abordar o problema de como pode haver uma multiplicidade de lógicas em contraste com uma lógica universalmente verdadeira. Estas lógicas podem ser divididas em lógica clássica, geralmente identificada com a lógica de primeira ordem, lógicas estendidas e lógicas desviantes. As lógicas estendidas aceitam o formalismo básico e os axiomas da lógica clássica, mas os estendem com um novo vocabulário lógico. As lógicas desviantes, por outro lado, rejeitam certas suposições centrais da lógica clássica e, portanto, são incompatíveis com ela.
A filosofia da lógica também investiga a natureza e as implicações filosóficas dos conceitos fundamentais da lógica. Isto inclui o problema da verdade, especialmente da verdade lógica, que pode ser definida como verdade dependendo apenas dos significados dos termos lógicos usados. Outra questão diz respeito à natureza das premissas e conclusões, ou seja, se devemos entendê-las como pensamentos, proposições ou sentenças, e como elas são compostas por constituintes mais simples. Juntas, as premissas e uma conclusão constituem uma inferência, que pode ser ou dedutiva ou ampliativa, dependendo se é necessariamente preservadora da verdade ou introduz informações novas e possivelmente falsas. Uma preocupação central na lógica é se uma inferência dedutiva é válida ou não. A validade é frequentemente definida em termos de necessidade, ou seja, uma inferência é válida se e somente se for impossível que as premissas sejam verdadeiras e a conclusão seja falsa. Inferências e argumentos incorretos, por outro lado, não suportam sua conclusão. Podem ser categorizados como falácias formais ou informais, dependendo se pertencem à lógica formal ou informal. A lógica tem se preocupado principalmente com regras definitórias, ou seja, com a questão de quais regras de inferência determinam se um argumento é válido ou não. Um tema separado de investigação diz respeito às regras estratégicas da lógica: as regras que governam como chegar a uma conclusão pretendida dado um certo conjunto de premissas, ou seja, quais inferências precisam ser tiradas para chegar lá.
A metafísica da lógica se preocupa com o estado metafísico das leis e objetos da lógica. Uma disputa importante neste campo é entre realistas, que sustentam que a lógica é baseada em fatos que têm existência independente da mente, e antirrealistas como os convencionalistas, que sustentam que as leis da lógica são baseadas nas convenções que governam o uso da linguagem. A lógica está intimamente relacionada com várias disciplinas. Uma questão central em relação à ontologia diz respeito aos compromissos ontológicos associados ao uso da lógica, por exemplo, com termos singulares e quantificadores existenciais. Uma questão importante na matemática é se todas as verdades matemáticas podem ser fundamentadas nos axiomas da lógica juntamente com a teoria dos conjuntos. Outros campos relacionados incluem a ciência da computação e a psicologia.

## Definição e disciplinas relacionadas
A filosofia da lógica é a área da filosofia que estuda a natureza da lógica. Como muitas outras disciplinas, a lógica envolve vários pressupostos filosóficos que são abordados pela filosofia da lógica. A filosofia da lógica pode ser entendida em analogia com outros ramos da filosofia específicos de uma disciplina: assim como a filosofia da ciência investiga problemas filosóficos levantados pela ciência, a filosofia da lógica investiga problemas filosóficos levantados pela lógica.
Uma questão importante estudada pela filosofia da lógica é como a lógica deve ser definida, por exemplo, em termos de inferência válida ou de verdade lógica. Isto inclui a questão de como distinguir os sistemas formais lógicos dos não lógicos. É especialmente relevante para esclarecer a relação entre os vários sistemas lógicos propostos, clássicos e não clássicos, e para avaliar se todos esses sistemas realmente se qualificam como sistemas lógicos. A filosofia da lógica também investiga como entender os conceitos mais fundamentais da lógica, como verdade, premissas, conclusões, inferência, argumento e validade. Tenta esclarecer a relação entre a lógica e outros campos, como a ontologia, a matemática e a psicologia.
A filosofia da lógica está intimamente relacionada à lógica filosófica, mas não há um acordo geral sobre como estas disciplinas se relacionam entre si. Alguns teóricos usam estes dois termos para a mesma disciplina, enquanto outros os veem como disciplinas distintas. De acordo com esta última visão, a lógica filosófica contrasta com a filosofia da lógica na medida em que é geralmente vista como a aplicação de métodos lógicos a problemas filosóficos, muitas vezes desenvolvendo lógicas desviantes ou estendidas. Neste sentido, a lógica filosófica é uma área de investigação dentro da filosofia da lógica, ou seja, uma parte do estudo geral dos problemas filosóficos levantados pela lógica. Mas esta forma de distinção não é universalmente aceita e alguns autores propuseram caracterizações diferentes. A conexão íntima entre lógica e filosofia também se reflete no fato de que muitos lógicos famosos também foram filósofos. A filosofia da lógica está intimamente relacionada com a metalógica, mas não é idêntica a ela. A metalógica investiga as propriedades dos sistemas lógicos formais, como se um determinado sistema lógico é consistente ou completo. Geralmente inclui o estudo da semântica e sintaxe das linguagens formais e sistemas formais.

## Natureza da lógica
O termo "lógica" é baseado na palavra grega "logos", que está associada a vários sentidos diferentes, como razão, discurso ou linguagem. Há muitas discordâncias sobre o que é a lógica e como ela deve ser definida.  Várias características são geralmente atribuídas à lógica, como que estuda a relação entre premissas e conclusões e que o faz de maneira neutra ao tema. Uma tarefa importante da filosofia da lógica é investigar os critérios segundo os quais um sistema formal deve contar como uma lógica. Diferentes concepções da lógica a entendem como baseada em inferência válida ou em verdade lógica. Os critérios de inferência válida e verdade lógica podem, por sua vez, ser especificados de diferentes maneiras: com base em considerações sintáticas ou semânticas.

### Características gerais
Tradicionalmente, a lógica é muitas vezes entendida como a disciplina que investiga as leis do pensamento. Um problema para esta caracterização é que a lógica não é uma disciplina empírica que estuda as regularidades encontradas no pensamento humano real: este tema pertence à psicologia. Isto é melhor captado por outra caracterização às vezes encontrada na literatura: que a lógica diz respeito às leis do pensamento correto ou, mais especificamente, do raciocínio correto. Isto reflete o significado prático da lógica como uma ferramenta para melhorar o raciocínio, ao tirar boas inferências e ao tomar consciência de possíveis erros. A lógica também foi definida como a ciência da argumentação válida. Isto reflete a definição em termos de raciocínio, já que a argumentação pode ser entendida como uma expressão externa do raciocínio interno.
A lógica é frequentemente vista como uma base formal de todo o conhecimento. Como uma ciência formal, contrasta com as ciências materiais ou empíricas, como a física ou a biologia, já que está principalmente preocupada com as relações inferenciais entre proposições, mas não com se essas proposições são realmente verdadeiras. Por exemplo, deduzir da proposição "todas as luas são feitas de queijo" que "a lua da Terra é feita de queijo" é uma inferência válida. O erro neste exemplo é devido a uma premissa falsa pertencente à astronomia empírica.
Uma característica central da lógica é sua neutralidade temática. Isto significa que se preocupa com a validade de argumentos independentes do assunto discutido nestes argumentos. Neste sentido, as ciências regulares se preocupam com o raciocínio correto dentro de uma área específica de investigação, por exemplo, a respeito de corpos materiais para a mecânica clássica ou seres vivos para a biologia, enquanto a lógica se preocupa com o raciocínio correto em geral aplicável a todas essas disciplinas. Um problema com esta caracterização é que nem sempre é claro como os termos "neutralidade temática" e "assunto" devem ser entendidos neste contexto. Por exemplo, poderia ser argumentado que a lógica de primeira ordem tem os indivíduos como seu tema devido ao seu uso de termos singulares e quantificadores, e, portanto, não é completamente neutra em relação ao tema. Uma caracterização estreitamente relacionada sustenta que a lógica se preocupa com a forma dos argumentos e não com seu conteúdo. Nesta visão, as ciências regulares poderiam ser vistas como buscando premissas verdadeiras enquanto a lógica estuda como tirar conclusões dessas ou de quaisquer premissas. Mas esta caracterização também tem seus problemas devido às dificuldades em distinguir entre forma e conteúdo. Por exemplo, já que a lógica temporal fala do tempo, isto levaria à conclusão implausível de que o tempo pertence à forma e não ao conteúdo dos argumentos. Estas dificuldades levaram alguns teóricos a duvidar que a lógica tenha um alcance claramente especificável ou um caráter essencial.

### Sistemas formais lógicos e não lógicos
Uma abordagem para determinar a natureza da lógica é estudar os diferentes sistemas formais, chamados de "lógicas", a fim de determinar o que é essencial para todos eles, ou seja, o que os torna lógicas. Os sistemas formais da lógica são sistematizações de verdades lógicas baseadas em certos princípios chamados axiomas. Quanto à lógica formal, uma questão central na filosofia da lógica é o que faz de um sistema formal um sistema de lógica em vez de uma coleção de meras marcas junto com regras de como elas devem ser manipuladas. Foi argumentado que um requisito central é que as marcas e como elas são manipuladas podem ser interpretadas de tal forma que reflitam as intuições básicas sobre argumentos válidos. Isto significaria, por exemplo, que existem valores de verdade e que o comportamento de algumas marcas corresponde ao dos operadores lógicos, como a negação ou a conjunção. Com base nesta caracterização, alguns teóricos sustentam que certos sistemas formais, como a lógica ternária ou a lógica difusa, se afastam demais do conceito comum da lógica para serem considerados sistemas lógicos. Tal posição pode ser defendida com base na ideia de que, ao rejeitar algumas suposições lógicas básicas, incluem um afastamento demasiado radical das intuições lógicas fundamentais para serem consideradas lógicas. Foi sugerido que rejeitar o princípio da bivalência da verdade, ou seja, que as proposições são ou verdadeiras ou falsas, constitui tal caso.
Os metalógicos às vezes sustentam que a completude lógica é um requisito necessário dos sistemas lógicos. Um sistema formal é completo se for possível derivar de seus axiomas todos os teoremas pertencentes a ele. Isto significaria que apenas sistemas formais completos deveriam ser entendidos como constituindo sistemas lógicos. Um argumento controverso para esta abordagem é que teorias incompletas não podem ser totalmente formalizadas, o que contrasta com o caráter formal da lógica. Nesta visão, a lógica de primeira ordem constitui um sistema lógico. Mas isto também significaria que as "lógicas" de ordem superior não são lógicas estritamente falando, devido a sua incompletude.

### Concepções baseadas em inferência válida ou verdade lógica
A lógica é frequentemente definida como o estudo de inferências válidas ou corretas. Nesta concepção, é tarefa da lógica fornecer um relato geral da diferença entre inferências corretas e incorretas. Uma inferência é um conjunto de premissas juntamente com uma conclusão. Uma inferência é válida se a conclusão decorre das premissas, ou seja, se a verdade das premissas garante a verdade da conclusão. Outra maneira de definir a lógica é como o estudo da verdade lógica. A verdade lógica é uma forma especial de verdade, pois não depende de como as coisas são, ou seja, de qual mundo possível é real. Em vez disso, uma proposição logicamente verdadeira é verdadeira em todos os mundos possíveis. Sua verdade é baseada apenas nos significados dos termos que contém, independentemente de qualquer questão empírica de fato. Há uma ligação importante entre estas duas concepções: uma inferência das premissas para uma conclusão é válida se o condicional material das premissas para a conclusão é logicamente verdadeiro. Por exemplo, a inferência de "as rosas são vermelhas e a grama é verde" para "as rosas são vermelhas" é válida, já que o material condicional "se as rosas são vermelhas e a grama é verde, então as rosas são vermelhas" é logicamente verdadeiro.

### Concepções baseadas em sintaxe ou semântica
Se a lógica é definida como o estudo da inferência válida ou da verdade lógica deixa em aberto seus critérios exatos. Há duas formas importantes de especificar esses critérios: a abordagem sintática e a semântica, às vezes também chamada de abordagem dedutiva e abordagem de teoria de modelos. Neste sentido, uma lógica pode ser definida como uma linguagem formal juntamente com um relato de consequência lógica, seja em termos de dedução ou de teoria de modelos. A abordagem sintática tenta captar estas características com base apenas em características sintáticas ou formais das premissas e da conclusão. Isto é geralmente conseguido expressando-as através de um simbolismo formal para tornar estas características explícitas e independentes das ambiguidades e irregularidades da linguagem natural. Neste formalismo, a validade dos argumentos depende apenas da estrutura do argumento, especificamente das constantes lógicas usadas nas premissas e na conclusão. Nesta visão, uma proposição é uma consequência lógica de um grupo de premissas se e somente se a proposição for dedutível dessas premissas. Esta dedução acontece por meio de regras de inferência. Isto significa que, para um argumento válido, não é possível produzir premissas verdadeiras com uma conclusão falsa, substituindo seus constituintes por elementos pertencentes a categorias semelhantes e mantendo as constantes lógicas no lugar. No caso de verdades lógicas, tal substituição não pode torná-las falsas. Diferentes conjuntos de regras de inferência constituem diferentes sistemas dedutivos, por exemplo, aqueles associados à lógica clássica ou à lógica intuicionista. Portanto, se uma proposição é uma consequência lógica depende não apenas das premissas, mas também do sistema dedutivo utilizado.
Um problema com a abordagem sintática é que o uso da linguagem formal é central para ela. Mas o problema da lógica, ou seja, da inferência válida e da verdade lógica, é encontrado não apenas nas linguagens formais, mas também nas linguagens naturais. No entanto, mesmo no âmbito das linguagens formais, o problema da verdade apresenta uma variedade de problemas, que muitas vezes exigem uma metalinguagem mais rica para ser adequadamente abordados. Isto ameaça a abordagem sintática mesmo quando se limita a linguagens formais. Outra dificuldade é levantada pelo fato de que muitas vezes não é claro como distinguir as características formais das não formais, ou seja, os símbolos lógicos dos não lógicos. Esta distinção está no cerne da abordagem sintática devido ao seu papel na definição de inferência válida ou verdade lógica.
A abordagem semântica, por outro lado, enfoca a relação entre linguagem e realidade. Na lógica, o estudo desta relação é muitas vezes denominado teoria dos modelos. Por esta razão, a abordagem semântica também é referida como a concepção teórica dos modelos da lógica. Foi inicialmente concebida por Alfred Tarski e caracteriza a verdade lógica não em relação às constantes lógicas usadas nas sentenças, mas com base em estruturas teóricas dos conjuntos que são usadas para interpretar estas sentenças. A ideia por trás desta abordagem é que as sentenças não são verdadeiras ou falsas por si mesmas, mas somente verdadeiras ou falsas em relação a uma interpretação. As interpretações são geralmente entendidas em termos da teoria dos conjuntos como funções entre os símbolos usados na sentença e um domínio de objetos. Tal função atribui constantes individuais a elementos individuais do domínio e predicados a tuplas de elementos do domínio. Uma interpretação de uma sentença (ou de uma teoria composta por várias sentenças) é chamada de modelo desta sentença se a sentença é verdadeira de acordo com essa interpretação. Uma sentença é logicamente verdadeira se é verdadeira em todas as interpretações, ou seja, se cada interpretação é um modelo desta sentença. Neste caso, não importa como se defina a função de interpretação e o domínio dos objetos para os quais aponta, a sentença sempre é verdadeira. Se as interpretações são entendidas em termos de mundos possíveis, as sentenças logicamente verdadeiras podem ser vistas como sentenças que são verdadeiras em todos os mundos possíveis. Expresso em termos de argumentos válidos: um argumento é válido se e somente se sua conclusão é verdadeira em todos os mundos possíveis nos quais suas premissas são verdadeiras.
Esta concepção evita os problemas da abordagem sintática associados à dificuldade de distinguir entre símbolos lógicos e não lógicos. Mas enfrenta outros problemas próprios. Por um lado, compartilha o problema com a abordagem sintática de necessitar de uma metalinguagem para abordar o problema da verdade. Portanto, pressupõe uma linguagem formal que pode ser estudada a partir de uma perspectiva fora de si mesma. Isto levanta problemas para generalizar suas ideias à lógica da linguagem em geral como um meio que abrange tudo. Por outro lado, ignora a relação entre linguagem e mundo, pois define a verdade a partir da interpretação que ocorre apenas entre símbolos e objetos teóricos dos conjuntos.

## Tipos de lógicas
O problema de ter que escolher entre uma multiplicidade de sistemas lógicos rivais é bastante recente. Durante muito tempo na história, a silogística aristotélica foi tratada como o cânone da lógica e houve muito poucas melhorias substanciais por mais de dois mil anos até as obras de George Boole, Bernard Bolzano, Franz Brentano, Gottlob Frege e outros. Estes desenvolvimentos foram frequentemente impulsionados pela necessidade de aumentar a flexibilidade expressiva da lógica e de adaptá-la a áreas específicas de uso. Um problema central na filosofia da lógica, levantado pela proliferação contemporânea de sistemas lógicos, é explicar como estes sistemas estão relacionados entre si. Isto traz consigo a questão de por que todos estes sistemas formais merecem o título de "lógica". Outra questão é se apenas um destes sistemas é o correto ou como é possível uma multiplicidade de sistemas lógicos em vez de apenas uma lógica universal. O monismo é a tese de que apenas uma lógica é correta, enquanto o pluralismo permite que diferentes sistemas lógicos alternativos sejam corretos para diferentes áreas do discurso. Também foi sugerido que pode haver um conceito universal da lógica que está subjacente e unifica todos os diferentes sistemas lógicos.

### Formal e informal
Tradicionalmente, a lógica e a filosofia da lógica se concentraram principalmente nos argumentos formais, ou seja, nos argumentos expressos em uma linguagem formal. Mas também incluem o estudo de argumentos informais encontrados na linguagem natural. A lógica formal é geralmente vista como a forma paradigmática da lógica, mas vários desenvolvimentos modernos enfatizaram a importância da lógica informal para muitos propósitos práticos onde a lógica formal por si só é incapaz de resolver todos os problemas. Tanto a lógica formal quanto a informal visam avaliar a correção dos argumentos. Mas a lógica formal restringe-se aos fatores que são utilizados para fornecer critérios exatos desta avaliação. A lógica informal tenta levar em conta vários fatores adicionais e, portanto, é relevante para muitos argumentos fora do âmbito da lógica formal, mas o faz à custa da precisão e das regras gerais. Os argumentos que falham nesta avaliação são chamados de falácias. As falácias formais são falácias no âmbito da lógica formal, enquanto as falácias informais pertencem à lógica informal.
A lógica formal preocupa-se com a validade de inferências ou argumentos baseados apenas em sua forma, ou seja, independente de seu conteúdo específico e do contexto em que são usados. Isto geralmente acontece através da abstração, vendo argumentos particulares como instâncias de uma certa forma de argumento. As formas de argumentos são definidas por como suas constantes lógicas e variáveis estão relacionadas entre si. Desta maneira, argumentos diferentes com conteúdos muito diferentes podem ter a mesma forma lógica. A validade de um argumento depende apenas de sua forma. Uma característica importante da lógica formal é que, para um argumento válido, a verdade de suas premissas assegura a verdade de sua conclusão, ou seja, é impossível que as premissas sejam verdadeiras e a conclusão seja falsa.
Um problema sério associado ao uso da lógica formal para expressar teorias de vários campos é que essas teorias têm que ser traduzidas para uma linguagem formal, geralmente a linguagem da lógica de primeira ordem. Isto é necessário, já que a lógica formal é definida apenas para uma linguagem formal específica: portanto, não é diretamente aplicável a muitos argumentos expressos de maneira diferente. Tais traduções podem ser desafiadoras, pois as linguagens formais são muitas vezes bastante restritivas. Por exemplo, frequentemente carecem de muitos dos dispositivos informais encontrados na linguagem natural. Um problema recorrente diz respeito à palavra "ser" em português, que tem uma variedade de significados dependendo do contexto, como identidade, existência, predicação, inclusão de classe ou localização.
A lógica informal, por outro lado, tem uma orientação mais concreta na medida em que tenta avaliar se uma instância específica de um argumento é boa ou má. Isto traz consigo a necessidade de estudar não apenas a forma geral do argumento em questão, mas também os conteúdos usados como premissas deste argumento e o contexto no qual este argumento é usado. Isto significa que o mesmo argumento pode ser tanto bom, quando usado em um contexto, quanto mau, quando usado em outro contexto. Por exemplo, um argumento do homem de palha tenta superar a posição do oponente atribuindo-lhe uma posição fraca e, em seguida, provando que esta posição é falsa. Em um contexto onde o oponente não mantém esta posição, o argumento é mau, embora possa ser um bom argumento contra um oponente que realmente defende a posição do homem de palha. Os argumentos estudados pela lógica informal são geralmente expressos na linguagem natural.
A lógica informal não enfrenta a necessidade de traduzir os argumentos da linguagem natural para uma linguagem formal a fim de poder avaliá-los. Desta forma, evita vários problemas associados a esta tradução. Mas isto não resolve muitos dos problemas que o uso da linguagem natural traz consigo, como ambiguidades, expressões vagas ou assumir implicitamente premissas em vez de expressá-las explicitamente. Muitas das falácias discutidas na lógica informal surgem diretamente destas características. Isto diz respeito, por exemplo, às falácias da ambiguidade e da presunção.

### Clássica e não clássica
No domínio da lógica formal, uma distinção importante é entre a lógica clássica e a não clássica. O termo lógica clássica refere-se principalmente à lógica proposicional e à lógica de primeira ordem. É o sistema lógico dominante aceito e utilizado pela maioria dos teóricos. Mas a filosofia da lógica também se preocupa com as lógicas não clássicas ou alternativas. Às vezes, são divididas em lógicas estendidas e lógicas desviantes. As lógicas estendidas são extensões da lógica clássica, ou seja, aceitam o formalismo básico e os axiomas da lógica clássica, mas os estendem com um novo vocabulário lógico, como a introdução de símbolos para "possibilidade" e "necessidade" na lógica modal ou símbolos para "às vezes" e "sempre" na lógica temporal. As lógicas desviantes, por outro lado, rejeitam certas suposições centrais da lógica clássica. Usam axiomas diferentes da lógica clássica, que muitas vezes são mais limitantes em relação a quais inferências são válidas. São "desviantes" no sentido de que são incompatíveis com a lógica clássica e podem ser vistas como suas rivais.

#### Clássica
O termo lógica clássica refere-se principalmente à lógica proposicional e à lógica de primeira ordem. É geralmente tratada pelos filósofos como a forma paradigmática da lógica e é usada em vários campos. Preocupa-se com um pequeno número de conceitos lógicos centrais e especifica o papel que estes conceitos desempenham em fazer inferências válidas. Estas noções centrais incluem quantificadores, expressando ideias como "todos" e "alguns", e conectivos proposicionais, como "e", "ou", e "se-então". Entre os conceitos não lógicos, uma distinção importante é entre termos singulares e predicados. Os termos singulares representam objetos e predicados representam propriedades ou relações entre esses objetos. A este respeito, a lógica de primeira ordem difere da lógica aristotélica tradicional, que carecia de predicados correspondentes às relações. A lógica de primeira ordem permite a quantificação apenas sobre indivíduos, em contraste com a lógica de ordem superior, que permite a quantificação também sobre predicados.

#### Estendida
As lógicas estendidas aceitam os axiomas e o vocabulário central da lógica clássica. Isto se reflete no fato de que os teoremas da lógica clássica são válidos nelas. Mas elas vão além da lógica clássica, incluindo novos símbolos e teoremas adicionais. O objetivo destas mudanças é geralmente aplicar o tratamento lógico a novas áreas ou introduzir um nível mais alto de abstração, por exemplo, na forma de quantificação aplicada não apenas a termos singulares, mas também a predicados ou proposições, ou através de predicados da verdade. Neste sentido, as lógicas desviantes são geralmente vistas como rivais da lógica clássica, enquanto as lógicas estendidas são suplementos da lógica clássica. Exemplos importantes de lógicas estendidas incluem a lógica modal e a lógica de ordem superior.
O termo "lógica modal", quando entendido em seu sentido mais amplo, refere-se a uma variedade de lógicas estendidas, como a lógica modal alética, deôntica ou temporal. Em seu sentido estrito, é idêntica à lógica modal alética. Enquanto a lógica clássica se preocupa apenas com o que é verdadeiro ou falso, a lógica modal alética inclui novos símbolos para expressar o que é possivelmente ou necessariamente verdadeiro ou falso. Estes símbolos assumem a forma de operadores sentenciais. Normalmente, os símbolos "{\displaystyle \Diamond }" e "{\displaystyle \Box }" são usados para expressar que a sentença que os segue é possivelmente ou necessariamente verdadeira. As lógicas modais também incluem várias novas regras de inferências especificando como estes novos símbolos figuram em argumentos válidos. Um exemplo é a fórmula {\displaystyle \Box P\rightarrow \Diamond P}, ou seja, que se algo é necessariamente verdadeiro, então também é possivelmente verdadeiro. As outras formas da lógica modal, além da lógica modal alética, aplicam os mesmos princípios a diferentes campos. Na lógica modal deôntica, os símbolos "{\displaystyle \Diamond }" e "{\displaystyle \Box }" são utilizados para expressar quais ações são permitidas ou obrigatórias; na lógica temporal, expressam o que é o caso em algum momento ou em todo momento; na lógica epistêmica, expressam o que é compatível com as crenças de uma pessoa ou o que essa pessoa sabe.
Várias regras de inferência foram sugeridas como os axiomas básicos das diferentes lógicas modais, mas não há um acordo geral sobre quais delas são as corretas. Uma interpretação influente dos operadores modais, devido a Saul Kripke, os entende como quantificadores sobre mundos possíveis. Um mundo possível é uma forma completa e consistente de como as coisas poderiam ter sido. Nesta visão, dizer que algo é necessariamente verdadeiro é dizer que é verdadeiro em todos os mundos possíveis acessíveis. Um problema para este tipo de caracterizações é que parecem ser circulares, pois os mundos possíveis são eles mesmos definidos em termos modais, ou seja, como formas de como as coisas poderiam ter sido.
Mesmo quando restrito à lógica modal alética, há também diferentes tipos de possibilidades e necessidades que podem ser entendidos por estes termos. Por exemplo, de acordo com a modalidade física, é necessário que um objeto caia se for deixado cair, pois é isso que as leis da natureza ditam. Mas, de acordo com a modalidade lógica, isto não é necessário, pois as leis da natureza poderiam ter sido diferentes sem levar a uma contradição lógica.
Lógicas de ordem superior estendem a lógica clássica de predicados de primeira ordem ao incluir novas formas de quantificação. Na lógica de primeira ordem, a quantificação é restrita aos indivíduos, como na fórmula {\displaystyle \exists x({\it {{\text{Maçã}}(x)\land Doce(x))}}} (há algumas maçãs que são doces). Lógicas de ordem superior permitem a quantificação não apenas sobre os indivíduos, mas também sobre os predicados, como em {\displaystyle \exists P(P(mary)\land P(john))} (há algumas qualidades que Mary e John compartilham). O aumento do poder expressivo das lógicas de ordem superior é especialmente relevante para a matemática. Por exemplo, um número infinito de axiomas é necessário para a aritmética de Peano e a teoria dos conjuntos de Zermelo-Fraenkel na lógica de primeira ordem, enquanto a lógica de segunda ordem só precisa de um punhado de axiomas para fazer o mesmo trabalho. Mas esse aumento do poder expressivo tem certos custos. Por um lado, as teorias de ordem superior são incompletas: não é possível provar todas as sentenças verdadeiras com base nos axiomas desta teoria. Para as teorias na lógica de primeira ordem, por outro lado, isto é possível. Outra desvantagem é que as lógicas de ordem superior parecem estar comprometidas com uma forma de platonismo, já que quantificam não apenas sobre indivíduos, mas também sobre propriedades e relações.

#### Desviante
Lógicas desviantes são formas de lógica na medida em que têm o mesmo objetivo que a lógica clássica: dar um relato de quais inferências são válidas. Diferem da lógica clássica ao dar um relato diferente. A lógica intuicionista, por exemplo, rejeita a lei do terceiro excluído, que é uma forma válida de inferência na lógica clássica. Esta rejeição é baseada na ideia de que a verdade matemática depende da verificação através de uma prova. A lei falha para casos em que tal prova não é possível, que existem em todos os sistemas formais suficientemente fortes, de acordo com os teoremas da incompletude de Gödel. A lógica livre difere da lógica clássica por ter menos pressupostos existenciais: permite expressões não denotativas, ou seja, termos individuais que não se referem a objetos dentro do domínio. Uma motivação central para este tipo de modificação é que a lógica livre pode ser usada para analisar discursos com termos singulares vazios, como na expressão "Papai Noel não existe". A lógica multivalorada é uma lógica que permite valores de verdade adicionais além de verdadeiro e falso na lógica clássica. Neste sentido, rejeita o princípio da bivalência da verdade. Em uma forma simples de lógica ternária, por exemplo, um terceiro valor de verdade é introduzido: indefinido.

## Conceitos fundamentais

### Verdade
Na lógica, a verdade é geralmente vista como uma propriedade de proposições ou sentenças. Desempenha um papel central na lógica, pois a validade é frequentemente definida em termos de verdade: uma inferência é válida se e somente se for impossível que suas premissas sejam verdadeiras e sua conclusão seja falsa. As teorias da verdade tentam caracterizar a natureza da verdade. De acordo com as teorias da correspondência, uma proposição é verdadeira se corresponde à realidade, ou seja, se representa as coisas como realmente são. As teorias de coerência, por outro lado, identificam a verdade com a coerência. Nesta visão, uma proposição é verdadeira se é uma parte coerente de um conjunto específico de proposições, ou seja, se essas proposições são consistentes entre si e fornecem apoio inferencial mútuo umas às outras. De acordo com as teorias pragmáticas da verdade, se uma proposição é verdadeira depende de sua relação com a prática. Algumas versões afirmam que uma proposição é verdadeira se acreditar nela é útil, se é o resultado ideal de uma investigação sem fim, ou se atende aos padrões de assertibilidade justificada. As teorias deflacionárias da verdade veem a verdade como uma noção bastante vazia que carece de uma natureza interessante própria. Nesta visão, afirmar que uma proposição é verdadeira é o mesmo que afirmar a proposição mesma. Outros tópicos importantes na filosofia da lógica em relação à verdade são o valor da verdade, o paradoxo do mentiroso e o princípio da bivalência da verdade.
Parménides afirmou que falar que aquilo que é, ou não é aquilo que não é, é, é uma mentira; e dizer que o que é, é e o que não é não é, é verdade.
Esta verdade aparente não se provou livre de problemas.
Lógica usa termos como verdadeiro, falso, inconsistente, válido, e auto-contraditório. Questões como as que estão escrito em Strawson (1952)
(a) quando nós usamos essas palavras de avaliação lógica, o que é isto exatamente que nós estamos avaliando? e
(b) como a avaliação lógica se torna possível?
Desde que o uso, ou seja, se não o significado dos termos é parte do debate, é possível apenas para dar as seguintes definições de trabalho para os propósitos da discussão:
- A verdade necessária é aquela que é verdade, não importa o que o estado do mundo ou, como às vezes é colocar, em todos os mundos possíveis.[57]
- Verdades lógicas são aquelas verdades necessárias que são necessariamente verdadeiras devido ao significado de apenas suas constantes lógicas.[58]

#### Verdade lógica
Central para a lógica é a noção de verdade lógica. A verdade lógica é muitas vezes entendida em termos da distinção analítico-sintética: uma proposição é analiticamente verdadeira se sua verdade depende apenas dos significados dos termos que a compõem. As proposições sintéticas, por outro lado, são caracterizadas pelo fato de que sua verdade depende de fatores não lógicos ou empíricos. Isto é às vezes expresso afirmando que as verdades analíticas são tautologias, cuja negação implicaria uma contradição, enquanto é possível que as proposições sintéticas sejam verdadeiras ou falsas. Neste sentido, a proposição "nenhum solteiro é um homem casado" é analiticamente verdadeira, pois ser solteiro faz parte da definição do termo “solteiro”. A proposição "alguns solteiros são felizes", por outro lado, é sinteticamente verdadeira, pois depende de fatores empíricos não incluídos no significado de seus termos. Mas se esta distinção é sustentável foi posta em questão. Por exemplo, Willard Van Orman Quine argumentou que não há verdades puramente analíticas, ou seja, que todas as proposições são, em certa medida, empíricas. Mas outros defenderam explicitamente a distinção analítico-sintética contra as críticas de Quine.
Mas se as verdades lógicas podem ser identificadas com verdades analíticas nem sempre é aceito. Uma abordagem diferente caracteriza as verdades lógicas em relação a um pequeno subconjunto dos significados de todos os termos: as chamadas constantes lógicas ou syncategoremata. Incluem conectivos proposicionais, como "e" ou "se-então", quantificadores, como "para alguns" ou "para todos", e identidade.  A lógica proposicional só se preocupa com a verdade em virtude de conectivos proposicionais, enquanto a lógica de predicados também investiga verdades baseadas no uso de quantificadores e identidade. Lógicas estendidas introduzem ainda mais constantes lógicas, como possibilidade e necessidade na lógica modal. Uma sentença é verdadeira somente em virtude das constantes lógicas se todos os termos não lógicos podem ser livremente substituídos por outros termos do tipo apropriado sem afetar qualquer mudança no valor de verdade da sentença. Por exemplo, a sentença "se chove, então chove" é verdadeira devido apenas à sua forma lógica porque todas essas substituições, como substituir a expressão "Sócrates é sábio" pela expressão "chove", também resultam em sentenças verdadeiras. Um problema com esta caracterização da lógica é que nem sempre é claro como fazer a distinção entre constantes lógicas e outros símbolos. Embora haja pouca controvérsia nos casos paradigmáticos, há vários casos limítrofes nos quais parece não haver bons critérios para decidir a questão.

### Premissas e conclusões
Há várias discussões sobre a natureza das premissas e conclusões. É amplamente aceito que eles devem ser portadores da verdade, ou seja, que ou são verdadeiras ou falsas. Isto é necessário para que eles possam cumprir seu papel lógico. Tradicionalmente, são entendidos como pensamentos ou proposições, ou seja, como objetos mentais ou abstratos. Esta abordagem foi rejeitada por vários filósofos, já que tem se mostrado difícil especificar critérios de identidade claros para esses tipos de entidades. Uma abordagem alternativa sustenta que apenas as sentenças podem atuar como premissas e conclusões. As proposições estão intimamente relacionadas às sentenças, já que são o significado das sentenças: sentenças expressam proposições. Mas esta abordagem enfrenta vários problemas próprios. Um deles se deve ao fato de que o significado das sentenças geralmente é dependente do contexto. Por causa disso, pode acontecer que a mesma inferência seja válida em um contexto e inválida em outro.  Outro problema consiste no fato de que algumas sentenças são ambíguas, ou seja, que às vezes depende da interpretação de alguém se uma inferência é válida ou não.
Um aspecto importante tanto das proposições quanto das sentenças é que elas podem ser simples ou complexas. As proposições complexas são compostas de proposições simples que estão ligadas entre si através de conectivos proposicionais. As proposições simples não têm outras proposições como suas partes, mas são geralmente entendidas como sendo constituídas por outras entidades também: por partes subproposicionais como termos singulares e predicados. Por exemplo, a proposição simples "Marte é vermelho" é constituída pelo termo singular "Marte", ao qual é aplicado o predicado "vermelho". Em contraste, a proposição "Marte é vermelho e Vênus é branco" é composta de duas proposições conectadas pelo conectivo proposicional "e". No caso mais simples, estes conectivos são conectivos funcionais de verdade: o valor de verdade da proposição complexa é uma função dos valores de verdade de seus constituintes. Assim, a proposição "Marte é vermelho e Vênus é branco" é verdadeira porque as duas proposições que a constituem são verdadeiras. O valor de verdade das proposições simples, por outro lado, depende de suas partes subproposicionais. Isto é geralmente entendido em termos de referência: sua verdade é determinada pela forma como suas partes subproposicionais estão relacionadas com o mundo, ou seja, com os objetos extralinguísticos aos quais se referem. Esta relação é estudada por teorias de referência, que tentam especificar como os termos singulares se referem aos objetos e como os predicados se aplicam a estes objetos. No caso de termos singulares, as sugestões populares incluem que um termo singular refere-se ao seu objeto através de uma descrição definida ou com base em relações causais com ele. No primeiro sentido, o nome "Aristóteles" pode ser entendido como a descrição definida "o aluno de Platão que ensinou Alexandre". Quanto aos predicados, eles são frequentemente vistos como se referindo a universais, a conceitos ou a classes de objetos.

### Inferência e argumento
Uma inferência é o processo de raciocínio desde as premissas até uma conclusão. A relação entre as premissas e a conclusão é chamada de "consequência lógica". Um argumento consiste nas premissas, na conclusão e na relação entre elas. Mas os termos "inferência", "argumento" e "consequência lógica" são frequentemente usados de forma intercambiável. Um argumento complexo é um argumento que envolve vários passos, nas quais as conclusões dos passos anteriores aparecem como as premissas dos passos seguintes. Inferências e argumentos podem ser corretos ou incorretos. Isto depende de se as premissas realmente apoiam a conclusão ou não, ou seja, se a conclusão decorre das premissas. Por exemplo, decorre de "Kelly está ou em casa ou no trabalho" e "Kelly está em casa" que "Kelly não está no trabalho". Mas não decorre que "Kelly é um fã de futebol".
Uma distinção importante com relação às inferências é entre inferências dedutivas e ampliativas, também chamadas de inferências monotônicas e não monotônicas. Segundo Alfred Tarski, a inferência dedutiva tem três características centrais: (1) é formal, ou seja, depende apenas da forma das premissas e da conclusão; (2) é a priori, ou seja, não é necessária experiência sensorial para determinar se ela obtém; (3) é modal, ou seja, existe por necessidade para as proposições dadas, independentemente de quaisquer outras circunstâncias. As inferências dedutivas preservam necessariamente a verdade: a conclusão não pode ser falsa se todas as premissas são verdadeiras. Por esta razão, são incapazes de introduzir novas informações ainda não encontradas nas premissas e são não informativas neste sentido. Um problema com a caracterização das inferências dedutivas como não informativas é que isto parece sugerir que elas são inúteis, ou seja, não explica por que alguém as usaria ou estudaria. Esta dificuldade pode ser resolvida distinguindo entre informações profundas e informações superficiais. Nesta visão, a lógica dedutiva é não informativa no nível da informação profunda, mas ainda pode levar a resultados surpreendentes no nível da informação superficial, apresentando certos aspectos de uma nova maneira.
As inferências ampliativas, por outro lado, são informativas porque visam a fornecer novas informações. Isto acontece ao custo de perder a natureza necessariamente preservadora da verdade. A forma mais proeminente de inferência ampliativa é a indução. Uma inferência indutiva envolve proposições particulares como premissas, que são usadas para inferir ou mais uma proposição particular ou uma generalização como conclusão. As inferências dedutivas são a forma paradigmática de inferência e são o foco principal da lógica. Mas muitas inferências extraídas nas ciências empíricas e no discurso cotidiano são inferências ampliativas.

### Validade e falácias
Um problema central na lógica é como distinguir os argumentos corretos ou válidos dos argumentos incorretos ou inválidos. A filosofia da lógica investiga questões como o que significa que um argumento é válido. Isto inclui a questão de como este tipo de apoio deve ser entendido ou de que são os critérios sob os quais uma premissa apoia uma conclusão. Alguns lógicos definem inferência válida em termos de necessidade lógica: as premissas implicam a conclusão se é impossível que as premissas sejam verdadeiras e a conclusão seja falsa. Isto também pode ser expresso dizendo que a conjunção das premissas e a negação da conclusão é logicamente impossível. Esta concepção traz consigo o princípio da explosão, ou seja, que qualquer coisa decorre de uma contradição. Mas inferências válidas também podem ser caracterizadas em termos de regras de inferência. As regras de inferência governam a transição das premissas para a conclusão. Nesta visão, uma inferência é válida se estiver de acordo com uma regra de inferência apropriada.
A noção de inferência válida está intimamente relacionada com a de confirmação. Inferências válidas pertencem à lógica formal e estão associadas a argumentos dedutivamente válidos. Mas muitos argumentos encontrados nas ciências e no discurso cotidiano apoiam sua conclusão sem assegurar sua verdade. Caem no âmbito da lógica informal e também podem ser divididas em argumentos bons e maus. Neste sentido, por exemplo, as observações podem atuar como evidências empíricas que apoiam uma hipótese científica. Isso é muitas vezes entendido em termos de probabilidade, ou seja, que a evidência aumenta a probabilidade de que a hipótese seja verdadeira.
De interesse especial são as chamadas falácias, ou seja, argumentos incorretos que parecem ser corretos. São incorretos porque as premissas não suportam a conclusão da forma assumida. Devido a sua aparência enganosa, eles podem seduzir as pessoas a aceitá-los e usá-los. Muitas vezes três fatores são identificados como as fontes do erro: forma, conteúdo e contexto. A forma de um argumento refere-se a sua estrutura, ou seja, qual regra de inferência emprega. Os erros no nível da forma envolvem o uso de regras de inferência inválidas. Um argumento incorreto no nível do conteúdo usa proposições falsas como premissas. O contexto de um argumento refere-se à situação em que é usado e ao papel que é suposto que desempenhe. Um argumento pode ser falacioso se não desempenhar o papel destinado a ele, como na falácia do homem de palha, quando o argumentador ataca uma posição excessivamente fraca não mantida pelo oponente.
Uma distinção importante entre falácias pode ser feita com base nestas fontes de erro: aquela entre falácias formais e informais. As falácias formais pertencem à lógica formal e envolvem apenas erros de forma ao empregar uma regra de inferência inválida. Negar o antecedente é um tipo de falácia formal, por exemplo, "Se Otelo é solteiro, então ele é homem. Otelo não é solteiro. Portanto, Otelo não é homem". As falácias informais pertencem à lógica informal e sua principal fonte de erro é encontrada no nível do conteúdo e contexto. Os falsos dilemas, por exemplo, são baseados em uma falsa premissa disjuntiva que simplifica demais a realidade ao excluir alternativas viáveis, como em "Stacey falou contra o capitalismo, portanto ela deve ser comunista".
Como a lógica avalia os argumentos como bons ou maus, a lógica enfrenta o problema da natureza e justificação das normas que guiam estas avaliações. Isto é semelhante às questões encontradas na metaética sobre como justificar as normas morais. Uma abordagem para esta questão é caracterizar as normas da lógica como generalizações das práticas inferenciais encontradas na linguagem natural ou nas ciências. Desta forma, a justificação é herdada das avaliações das inferências boas e más utilizadas no campo correspondente.

### Regras definitórias e estratégicas
Uma distinção importante entre as regras da lógica é a entre regras definitórias e estratégicas. As regras de inferência são regras definitórias: governam quais inferências são válidas. E embora tenha sido o objetivo principal da lógica distinguir as inferências válidas das inválidas, há também um objetivo secundário frequentemente associado à lógica: determinar quais passos inferenciais são necessários para provar ou refutar uma determinada proposição baseada em um conjunto de premissas. Este é o domínio das regras estratégicas. As regras de inferência especificam quais passos são permitidos, mas permanecem em silêncio sobre quais passos precisam ser tomados para chegar a uma determinada conclusão. A diferença entre regras definitórias e estratégicas é encontrada não apenas na lógica, mas também em vários jogos. No xadrez, por exemplo, as regras definitórias especificam que os bispos só podem se mover diagonalmente, enquanto as regras estratégicas descrevem como os movimentos permitidos podem ser usados para ganhar um jogo, por exemplo, controlando o centro ou protegendo o próprio rei. Seguir as regras definitórias determina se alguém joga xadrez ou outra coisa, enquanto seguir regras estratégicas determina se alguém é um bom ou um mau jogador de xadrez. Tanto as regras definitórias quanto as estratégicas devem ser distinguidas das regras descritivas empíricas, que generalizam como as pessoas realmente tiram inferências, sejam corretas ou incorretas. Neste sentido, as regras definitórias são permissivas e as regras estratégicas são prescritivas, enquanto as generalizações empíricas são descritivas. Violar as regras definitórias da lógica resulta em cometer falácias. Foi argumentado que o foco quase exclusivo dos lógicos nas regras definitórias da lógica não é justificado. Nesta visão, mais ênfase deveria ser dada às regras estratégicas, já que muitas aplicações da lógica, como o problema da mudança racional de crença, dependem mais de regras estratégicas do que de regras definitórias.

## Metafísica da lógica
A filosofia da lógica está em muitos aspectos intimamente relacionada à filosofia da matemática, especialmente em relação aos seus aspectos metafísicos. A metafísica da lógica está preocupada com o estado metafísico de seus objetos e com as leis que os governam. As teorias na metafísica da lógica podem ser divididas aproximadamente em posições realistas e não realistas.
Os realistas lógicos sustentam que as leis da lógica são objetivas, ou seja, independentes dos seres humanos e de suas formas de pensar. Nesta visão, as estruturas encontradas na lógica são estruturas do mundo mesmo. De acordo com uma definição proposta por Sandra LaPointe, o realismo lógico consiste em duas teses: que existem fatos lógicos e que são independentes de nossa constituição cognitiva e nossas práticas cognitivas e linguísticas. O realismo lógico é frequentemente interpretado a partir da perspectiva do platonismo, ou seja, que há um reino inteligível de objetos abstratos que inclui os objetos da lógica. Nesta visão, a lógica não é inventada, mas descoberta. Uma consequência importante desta posição é que existe uma lacuna clara entre os fatos da lógica em si e nossas crenças sobre estes fatos. Uma dificuldade desta posição consiste em esclarecer qual sentido de independência se entende quando se diz que a lógica é independente dos seres humanos. Se for entendida no sentido mais estrito possível, nenhum conhecimento dela seria possível, já que uma realidade totalmente independente não poderia desempenhar nenhum papel na consciência humana. Outro problema é explicar a relação entre o mundo único e a pluralidade dos diferentes sistemas lógicos propostos. Isto sugeriria que há apenas uma lógica verdadeira e todos os outros sistemas lógicos são falsos ou incompletos.
O realismo lógico é rejeitado pelos antirrealistas, que sustentam que a lógica não descreve uma característica objetiva da realidade. O antirrealismo sobre a lógica muitas vezes toma a forma de conceitualismo ou psicologismo, nos quais os objetos da lógica consistem em concepções mentais ou as leis lógicas são identificados com leis psicológicas. Isto pode incluir a tese de que as leis da lógica não são conhecíveis a priori, como frequentemente se sustenta, mas que são descobertas através dos métodos de investigação experimental. Um argumento para o psicologismo é baseado na ideia de que a lógica é uma subdisciplina da psicologia: estuda não todas as leis do pensamento, mas apenas o subconjunto de leis correspondentes ao raciocínio válido. Outro argumento centra-se na tese de que aprendemos sobre verdades lógicas através do sentimento de autoevidência, que, por sua vez, é estudado pela psicologia. Várias objeções ao psicologismo foram levantadas, especialmente na filosofia alemã por volta da virada do século XX no chamado "Psychologismus-Streit". Uma objeção se concentra na tese de que as leis da lógica são conhecidas a priori, o que não é verdade para as leis empíricas estudadas pela psicologia. Outro aponta que as leis psicológicas são geralmente vagas, enquanto a lógica é uma ciência exata com leis claras.
O convencionalismo é outra forma de antirrealismo, na qual as verdades lógicas dependem dos significados dos termos utilizados, que por sua vez dependem das convenções linguísticas adotadas por um grupo de agentes. Um problema para esta posição consiste em fornecer uma definição clara do termo "convenção". As convenções são regularidades amplamente observadas. Mas nem toda regularidade amplamente observada é uma convenção: as convenções incluem um certo fator normativo que distingue o comportamento certo do errado, enquanto o comportamento irregular não é automaticamente errado. Outro problema diz respeito ao fato de que as convenções são contingentes, enquanto as verdades lógicas são necessárias. Isto lança dúvidas sobre a possibilidade de definir a verdade lógica em termos de convenção, a menos que uma explicação plausível possa ser dada de como convenções contingentes podem fundamentar verdades necessárias.

## Relação com outras disciplinas

### Ontologia
Uma questão central na ontologia é o problema da existência, ou seja, se existe uma entidade ou um certo tipo de entidade. Segundo alguns teóricos, o objetivo principal da ontologia é apenas determinar o que existe e o que não existe. A questão da existência está intimamente relacionada a termos singulares, como nomes, e quantificadores existenciais ({\displaystyle \exists x}): muitas vezes se sustenta que estes dispositivos carregam consigo pressupostos existenciais ou compromissos ontológicos. Nesta visão, frases como "{\displaystyle \exists x({\it {{\text{Maçã}}(x))}}}" e "{\displaystyle Cavalo({\it {{\text{pégaso}})}}}" envolvem compromissos ontológicos com a existência de maçãs e de Pégaso, respectivamente. O defensor mais famoso desta abordagem é Willard Van Orman Quine, que argumenta que os compromissos ontológicos de qualquer teoria podem ser determinados traduzindo-a na lógica de primeira ordem e lendo-os a partir dos quantificadores existenciais usados nesta tradução.
Um problema com esta abordagem é que ela pode levar a vários compromissos ontológicos controversos. A matemática, por exemplo, quantifica sobre números em frases como "há números primos entre 1000 e 1010". Isto significaria que o compromisso ontológico com a existência dos números, ou seja, o realismo sobre os números, já está embutido na matemática. Outro problema se deve ao fato de que a linguagem natural contém muitos nomes para entidades imaginárias, como Pégaso ou Papai Noel. Mas se os nomes vêm com compromissos existenciais, então sentenças como "Papai Noel não existe" seriam contraditórias. Na ontologia, estes problemas às vezes são abordados através do platonismo ou do psicologismo, sustentando que as entidades problemáticas existem, mas apenas na forma de objetos abstratos ou mentais, enquanto carecem de existência concreta ou material. Na lógica, estes problemas podem ser evitados usando certas formas de lógica não clássica. A lógica livre, por exemplo, permite termos singulares vazios, que não denotam nenhum objeto no domínio e, portanto, não carregam compromissos ontológicos. Isto é frequentemente combinado com um predicado de existência, que pode ser usado para especificar se um termo singular denota um objeto no domínio. Mas falar da existência como um predicado é controverso. Os opositores desta abordagem muitas vezes apontam que a existência é necessária para que um objeto tenha quaisquer predicados e, portanto, não pode ser um deles.
A questão da existência traz consigo seus próprios problemas no caso da lógicas de ordem superior. A lógica de segunda ordem, por exemplo, inclui a quantificação existencial não apenas para termos singulares, mas também para predicados. Isto é muitas vezes entendido como implicando compromissos ontológicos não apenas com objetos regulares, mas também com as propriedades e relações instanciadas por estes objetos. Esta posição é conhecida como realismo e é frequentemente rejeitada na filosofia contemporânea devido a considerações naturalistas. Contrasta com o nominalismo, a visão de que só existem indivíduos.

### Matemática
A matemática e a lógica estão relacionadas de várias maneiras. Ambas são consideradas ciências formais e, em muitos casos, os desenvolvimentos nestes dois campos aconteceram em paralelo. A lógica proposicional, por exemplo, é uma instância da álgebra booleana. Afirma-se muitas vezes que a matemática pode, em princípio, ser fundamentada apenas na lógica de primeira ordem juntamente com a teoria dos conjuntos. Metamath é um exemplo de tal projeto. Baseia-se em 20 axiomas da lógica proposicional, da lógica de predicados de primeira ordem e da teoria de conjuntos de Zermelo-Fraenkel e já provou uma quantidade significativa de teoremas matemáticos baseados nestes axiomas. Estreitamente relacionado a este projeto está o logicismo: a tese defendida por Gottfried Wilhelm Leibniz e Gottlob Frege de que a aritmética é redutível apenas à lógica. Isto significaria que qualquer afirmação na aritmética, como "2 + 2 = 4", pode ser expressa em termos puramente lógicos, ou seja, sem usar números ou operadores aritméticos como a adição. Neste caso, todos os teoremas da aritmética seriam deriváveis dos axiomas da lógica. Se esta tese é correta depende de como o termo "lógica" é entendido. Se "lógica" se refere apenas aos axiomas da lógica de predicados de primeira ordem, é falsa. Mas se se inclui a teoria dos conjuntos ou a lógica de ordem superior, então a aritmética é redutível à lógica.

### Ciência da Computação
Uma relação importante entre a lógica e a ciência da computação surge dos paralelos entre os conectivos proposicionais da lógica proposicional e as portas lógicas na ciência da computação: ambos seguem as leis da álgebra booleana. As proposições são falsas ou verdadeiras enquanto as entradas e saídas das portas lógicas são denominadas 0 e 1.Ambas usam tabelas-verdade para ilustrar o funcionamento dos conectivos proposicionais e das portas lógicas. Outra relação importante com a lógica consiste no desenvolvimento de software lógico que pode auxiliar os lógicos na formulação de provas ou mesmo automatizar o processo. Prover9 é um exemplo de um provador de teoremas automatizado para a lógica de primeira ordem.

### Psicologia
Uma conexão muito estreita entre a psicologia e a lógica pode ser estabelecida se a lógica for vista como a ciência das leis do pensamento. Uma diferença importante entre a psicologia e a lógica à luz desta caracterização é que a psicologia é uma ciência empírica que visa estudar como os humanos realmente pensam. A lógica, por outro lado, tem o objetivo de descobrir as leis do raciocínio correto, independentemente de se o pensamento humano real muitas vezes não alcançar este ideal. O psicólogo Jean Piaget aplicou a lógica à psicologia utilizando-a para identificar diferentes estágios do desenvolvimento psicológico humano. Em sua opinião, a capacidade de raciocinar logicamente surge apenas em um determinado estágio do desenvolvimento da criança e pode ser usada como critério para distingui-lo dos estágios anteriores.

### Personagens importantes
- Aristóteles
- George Boole
- George Boolos
- Rudolf Carnap
- Gordon Clark
- Alonzo Church
- Augustus De Morgan
- Michael Dummett
- Gottlob Frege
- Kurt Gödel
- Georg Hegel
- Immanuel Kant
- Gottfried Leibniz
- David Lewis
- John Stuart Mill
- Charles Sanders Peirce
- Alvin Plantinga
- Arthur Prior
- Willard Van Orman Quine
- Bertrand Russell
- Alfred Tarski
- Ludwig Wittgenstein